# سواگر (نرم‌افزار)
سواگر (به انگلیسی: Swagger) یک چارچوب نرم‌افزاری متن‌بازی است که توسط اکوسیستم وسیع ابزارهایی که به توسعه دهندگان در طراحی، ساخت، مستند کردن و استفاده از روابط برنامه‌نویسی وب(Web API)های RESTful کمک می‌کند، پشتیبانی می‌شود. در حالی که اکثر کاربران سواگر را با ابزار UI Swagger می‌شناسند، ابزارهای سواگر بسیار وسیع‌تر است و شامل پشتیبانی از مستندات خودکار، ایجادگرِ کد و ایجادگر test-case است.

## تاریخچه
پروژه سواگر API در سال ۲۰۱۱ توسط تونی تام، بنیانگذار فنی سایت فرهنگ لغت Wordnik ایجاد شد. در طول توسعه محصولات Wordnik، نیاز به اتوماسیون مستندات ای‌پی‌آی و ایجادگر اس‌دی‌کی کلاینت طاقت‌فرسا بود. تام یک نمایش ساده جی‌سون از API را با استفاده از بسیاری از ویژگی‌های ابزارهای ساخته شده برای پروتکل SOAP را بر اساس انعطاف‌پذیری سبک معماری REST، طراحی کرد. پروژه سواگر API در سپتامبر ۲۰۱۱ بازمتن شد. به زودی پس از انتشار، تعدادی از اجزای جدید به پروژه اضافه شد، از جمله یک اعتبارسنج مستقل، پشتیبانی از نود.جی‌اس و روبی آن ریلز.
با استفاده از پروانه متن‌باز آپاچی ۲٫۰، تعدادی از محصولات و سرویس‌های آنلاین شروع به استفاده از سواگر در محصولات‌شان کردند؛ که این اتفاق پس از استفادهٔ شرکت‌های اینتویت، مایکروسافت، Apigee، آی‌بی‌ام و دیگر افرادی که شروع به حمایت عمومی پروژه سواگر کردند، سرعت گرفت.
از ژوئیه ۲۰۱۷، با توجه به آمار میزبان‌های مخزن سوناتایپ و ان‌پی‌ام، ابزار سواگر بیش از ۱۰۰٫۰۰۰ بار در روز بارگیری می‌شود.